# Distretto di Argirocastro
Il distretto di Argirocastro (in albanese: Rrethi i Gjirokastrës) era uno dei 36 distretti amministrativi dell'Albania. 
Situato nella parte meridionale del paese faceva parte della prefettura omonima. Capoluogo era la città di Argirocastro (Gjirokastër).
La riforma amministrativa del 2015 ha suddiviso il territorio dell'ex-distretto in 3 comuni: Argirocastro, Dropull e Libohovë

## Geografia fisica
Il territorio del distretto è prevalentemente montuoso, l'unica area pianeggiante, situata nel centro del distretto, corrisponde alla vallata del fiume Drinos che attraversa il distretto da sud a nord. Gran parte dei villaggi è situata sulle pendici della vallata nella quale si trovano importanti resti storici come le antiche città di Antigonea e Adrianapoli.

## Popolazione
A sud e a est il distretto confina con la Grecia, fra la popolazione si trova quindi una nutrita percentuale di persone di etnia greca concentrata in 33 villaggi che si sviluppano lungo la strada che da Argirocastro porta a Kakavijë, valico di frontiera con la Grecia.

## Geografia antropica

### Suddivisioni amministrative
Il distretto comprendeva 2 comuni urbani e 11 comuni rurali.

#### Comuni urbani
- Argirocastro (in albanese Gjirokastër)
- Libohovë

#### Comuni rurali
- Antigonë (Antigone)
- Cepo
- Dropull i Poshtëm (Dropulli i Poshte)
- Dropull i Sipërm (Dropulli i Siperm)
- Lazarat
- Lunxhëri
- Odrie
- Picar
- Pogon
- Qendër (Qender Libohove)
- Zagori (Zagorie)